# 伊戈爾·蘇韋爾迪亞
伊戈爾·蘇比迪亞·埃洛萨（西班牙語：Igor Zubeldia Elorza；1997年3月30日—），是一名西班牙的職業足球運動員，司職防守中場，現效力於西班牙足球甲級聯賽球會皇家蘇斯達。

## 榮譽

### 國家隊
西班牙U21
- U21歐洲國家盃冠軍：2019年

## 外部連結
- Real Sociedad profile （页面存档备份，存于）
- 伊戈爾·蘇韋爾迪亞在BDFutbol中的档案
- Soccerway資料庫：伊戈爾·蘇韋爾迪亞